# Верба (РСЗВ)
БМ-21У «Верба» — українська реактивна система залпового вогню калібру 122 мм на базі вантажівки КрАЗ-6322 і бойової частини БМ-21 «Град». Представлена у 2015 році ХКБМ ім. О. О. Морозова. БМ-21У «Верба» є глибокою модернізацією БМ-21 «Град» і має ряд вдосконалень у порівнянні з ним, зокрема: систему навігації, зв'язку, вирівнювання і стабілізації платформи. Була розроблена також заряджальна машина, яка автоматизує процес заряджання.
Комплекс прийнятий на озброєння України у 2019 році.

## Історія
У грудні 2015 року генеральний конструктор ХКБМ Володимир Вакуленко представив БМ-21У «Верба» і повідомив, що на доробку системи необхідно 7 місяців і 16 мільйонів гривень. Він також повідомив, про можливість виготовлення варіанту з броньованою кабіною від «Раптора».
21 лютого 2019 року прес-служба Державного концерну «Укроборонпром» повідомила про початок серійного виробництва БМ-21У «Верба» на ДП «Шепетівський ремонтний завод». Цього року планувалося сформувати перші штатні підрозділи у Збройних Силах України, озброєні «Вербою».
У листопаді 2019 року полковник Владислав Шостак повідомив, що БМ-21У «Верба» була прийнята на озброєння у 2019 році.
27 серпня 2021 р. відповідний наказ був підписаний міністром оборони Андрієм Тараном.
У вересні 2021 року ДК «Укроборонпром» повторно повідомив про прийняття БМ-21У «Верба» на озброєння української армії.

## Опис
БМ-21У «Верба» оснащена здвоєною кабіною на 5 місць, а всі системи наведення, прицілювання, перезаряджання управляються зсередини.

Повна маса установки «Верба» — 20 т. Максимальна швидкість — 85 км/год.
- «Верба» на репетиції параду. 2018.
- Транспортно-заряджальна машина РСЗВ «Верба». 2017.

Переваги РСЗВ «Верба» перед БМ-21:
- У порівнянні з БМ-21 «Град», скорочено час перезарядки: БМ-21 «Град» перезаряджається після повного запуску від години до двох, залежно від кваліфікації екіпажу, а в БМ-21У «Верба» перезарядження повного комплекту 40 ракет робиться протягом 10 хвилин;[1]
- Сучасні системи навігації скоротили час для відкриття вогню по цілі на незнайомій місцевості в 4 рази, в порівнянні з «Градом»;
- Перехід на шасі від «КрАЗа» дозволив не тільки виключити використання російських «Уралів», але й підвищити прохідність машини;
- Нова система вирівнювання і стабілізації платформи, завдяки чому вдалося значно підвищити точність вогню;
- Змінена система зв'язку, тепер вся інформація передається по цифрових каналах в зашифрованому вигляді.

## Номенклатура боєприпасів
БМ-21У «Верба» може використовувати всі боєприпаси для РСЗВ БМ-21 «Град», а також нові українські снаряди 9М221Ф «Тайфун-1», створені КБ «Південне», які мають в 2 рази більшу дальність, ніж стандартний 9М22У.

## Бойове застосування
Застосовувалася українськими військами під час повномасштабного вторгнення РФ в Україну.

## Оператори
- Україна: прийнято на озброєння 2019 року.[3]

## Оцінки
У 2021 році видання Defense Express написало, що Міністерству оборони було б доцільно об'єднати розробки БМ-21У «Верба» та БМ-21УМ «Берест» та використовувати нове шасі через банкрутство КрАЗ.

## В культурі
Поширене українське передвеликоднє вітання «Не я б'ю — верба б'є…», яке зазвичай використовується на Вербну неділю набуло нового значення навесні 2022 року під час широкомасштабного російського вторгнення в Україну завдяки цій артилерійській системі.